# Luís Figo
Luís Filipe Madeira Caeiro Figo (Lissabon, 4 november 1972) is een Portugees voormalig profvoetballer. Hij speelde als aanvallende middenvelder en buitenspeler bij Sporting CP, FC Barcelona, Real Madrid en Internazionale. Hij was recordinternational van de nationale ploeg van Portugal en de duurste voetballer aller tijden. In 2001 werd hij uitgeroepen tot Wereldvoetballer van het Jaar.

## Clubvoetbal
Figo groeide op in Almada, een arbeiderswijk van Lissabon in Portugal en begon al op jonge leeftijd met voetballen op straat. Op 10-jarige leeftijd ging Figo spelen voor Os Pastilhas. Deze club werd echter twee jaar later opgeheven vanwege financiële problemen en de topclubs SL Benfica en Sporting CP wilden het talent opnemen in hun jeugdelftallen. Vanwege zijn tengere gestalte kreeg Figo al snel de bijnaam Figuinho (Kleine Figo). Hoewel Figo's vader al jarenlang een groot fan is van Benfica, koos hij toch voor Sporting CP. Bij deze club maakte hij in 1989 op 16-jarige leeftijd zijn debuut in het eerste elftal. In 1995 won Figo met Sporting de Taça de Portugal.
Na een aantal jaren te hebben gespeeld voor Sporting CP was Figo toe aan een nieuwe uitdaging. Hij tekende in de zomer van 1995 een voorcontract bij zowel Juventus als AC Parma, waardoor een conflict tussen beide Italiaanse clubs ontstond. De Europese voetbalbond UEFA verklaarde beide contracten niet geldig en geen van beide clubs mocht Figo een nieuw contract aanbieden. FC Barcelona met Johan Cruijff als trainer profiteerde en wist hem te contracteren. Bij FC Barcelona groeide Figo in de loop der jaren uit tot een sterspeler en bovendien reserve-aanvoerder achter clubicoon Josep Guardiola. Figo veroverde met de Catalaanse club de UEFA Cup Winners' Cup (1997), de UEFA Super Cup (1997), tweemaal de Spaanse landstitel (1998, 1999) en tweemaal de Copa del Rey (1997, 1998).
Nadat in 2000 in de pers uitlekte dat wisselspeler Jari Litmanen meer verdiende dan Figo bij FC Barcelona, wilde de Portugees graag salarisverhoging als tegenprestatie voor zijn prestaties voor de club. Als dwangmiddel besloot Figo een voorcontract te tekenen bij Florentino Pérez, kandidaat voor het presidentschap van FC Barcelona's aartsrivaal Real Madrid, met de gedachte dat Pérez het nooit zou kunnen winnen van zittend Real-president Lorenzo Sanz. Pérez won echter verrassend, hield Figo aan het getekende voorcontract en betaalde de vastgelegde afkoopsom van 10 miljard peseta's (51 miljoen euro) aan FC Barcelona. Door dit transferbedrag mocht Figo zich een jaar lang de duurste voetballer ooit noemen, totdat de transfer van zijn nieuwe clubgenoot Zinédine Zidane het record verlegde naar 85 miljoen euro. Bij Real Madrid werd Figo de eerste Gálactico oftewel superster en de Portugees won met de Madrileense club twee Spaanse landstitels (2001, 2003) en de UEFA Champions League (2002). In het seizoen 2004/05 zat Figo steeds vaker op de reservebank en vervolgens vertrok hij in augustus 2005 naar Internazionale. In zijn eerste seizoen bij de Italiaanse club was Figo een vaste waarde. In het seizoen 2006/07 was hij opnieuw belangrijk voor Inter. In 2007 wilde hij de club verlaten om in een minder zware competitie te gaan spelen. Hij kwam echter terug op zijn besluit en uiteindelijk bleef hij tot 2009 bij de Italiaanse club. Met Internazionale won Figo vier jaar op rij de Serie A.

## Clubstatistieken
| Seizoen | Club           | Land              | Competitie       | Wedstrijden | Doelpunten |
| ------- | -------------- | ----------------- | ---------------- | ----------- | ---------- |
| 1989/90 | Sporting CP    | Vlag van Portugal | SuperLiga        | 3           | 0          |
| 1990/91 | Sporting CP    | Vlag van Portugal | SuperLiga        | 0           | 0          |
| 1991/92 | Sporting CP    | Vlag van Portugal | SuperLiga        | 34          | 1          |
| 1992/93 | Sporting CP    | Vlag van Portugal | SuperLiga        | 32          | 0          |
| 1993/94 | Sporting CP    | Vlag van Portugal | SuperLiga        | 31          | 8          |
| 1994/95 | Sporting CP    | Vlag van Portugal | SuperLiga        | 29          | 7          |
| 1995/96 | FC Barcelona   | Vlag van Spanje   | Primera División | 35          | 5          |
| 1996/97 | FC Barcelona   | Vlag van Spanje   | Primera División | 36          | 4          |
| 1997/98 | FC Barcelona   | Vlag van Spanje   | Primera División | 35          | 5          |
| 1998/99 | FC Barcelona   | Vlag van Spanje   | Primera División | 34          | 7          |
| 1999/00 | FC Barcelona   | Vlag van Spanje   | Primera División | 32          | 9          |
| 2000/01 | Real Madrid    | Vlag van Spanje   | Primera División | 34          | 9          |
| 2001/02 | Real Madrid    | Vlag van Spanje   | Primera División | 28          | 7          |
| 2002/03 | Real Madrid    | Vlag van Spanje   | Primera División | 33          | 10         |
| 2003/04 | Real Madrid    | Vlag van Spanje   | Primera División | 36          | 9          |
| 2004/05 | Real Madrid    | Vlag van Spanje   | Primera División | 33          | 3          |
| 2005/06 | Internazionale | Vlag van Italië   | Serie A          | 34          | 5          |
| 2006/07 | Internazionale | Vlag van Italië   | Serie A          | 32          | 2          |
| 2007/08 | Internazionale | Vlag van Italië   | Serie A          | 17          | 1          |
| 2008/09 | Internazionale | Vlag van Italië   | Serie A          | 22          | 1          |
| Totaal  | Totaal         | Totaal            | Totaal           | 569         | 93         |

## Nationaal elftal
Figo won in 1991 het WK Onder-20, samen met onder meer Rui Costa en João Pinto. In hetzelfde jaar debuteerde Figo in de nationale ploeg van Portugal. Zijn eerste grote internationale toernooi was het EK 1996 in Engeland. In 2000, op het hoogtepunt van zijn carrière, leidde Figo zijn land naar een plaats in de halve finale van het EK in Nederland en België. In een groep met Duitsland, Engeland en Roemenië werd Portugal groepswinnaar. Figo scoorde tegen Engeland met een afstandsschot. In de kwartfinale werd Turkije verslagen, maar in de halve finale werd Figo met Portugal uitgeschakeld door Frankrijk na een strafschop voor de Fransen in de verlengingen. Het WK 2002 eindigde in uitschakeling in de groepsronde in een poule met Polen, Zuid-Korea en de VS. Op het EK 2004 in eigen land werd de finale met 1-0 verloren van Griekenland. Na het EK van 2004 stopte Figo samen met generatiegenoten Fernando Couto en Rui Costa als international, maar in 2005 stelde hij zich weer beschikbaar voor het nationale elftal om deel te nemen aan het WK 2006. Portugal werd hierop in de halve finale uitgeschakeld door Frankrijk. Uiteindelijk eindigden de Portugezen als vierde, aangezien de "troostfinale" met 3-1 verloren ging tegen Duitsland. Figo speelde alle zeven wedstrijden van Portugal op het WK 2006. De wedstrijd om de derde plaats was zijn laatste wedstrijd als international. In de loop der jaren speelde hij 127 interlands waarin hij 32 doelpunten maakte. Hij was daarmee Portugees recordinternational tot Cristiano Ronaldo hem op 18 juni 2016 passeerde tijdens de tweede speelronde van het EK 2016.

## Voetballer van het jaar
Figo werd vijf jaar op rij verkozen tot Portugees voetballer van het jaar (1995-2000). In 2000 kreeg Figo van het tijdschrift France Football de Gouden Bal als Europees voetballer van het jaar. Een jaar later werd de Portugees door de wereldvoetbalbond FIFA uitgeroepen tot Wereldvoetballer van het jaar. Figo werd ook opgenomen in de FIFA 100, een lijst opgesteld door Pelé.

## Erelijst
| Competitie            |             |                                    |             |             |
| Competitie            | Aantal      | Jaren                              |             |             |
| Sporting CP           | Sporting CP | Sporting CP                        | Sporting CP | Sporting CP |
| --------------------- | ----------- | ---------------------------------- | ----------- | ----------- |
| Taça de Portugal      | 1x          | 1994/95                            |             |             |
| FC Barcelona          |             |                                    |             |             |
| Continentaal          |             |                                    |             |             |
| UEFA Cup Winners' Cup | 1x          | 1996/97                            |             |             |
| UEFA Super Cup        | 1x          | 1997                               |             |             |
| Nationaal             |             |                                    |             |             |
| Primera División      | 2x          | 1997/98, 1998/99                   |             |             |
| Supercopa de España   | 1x          | 1996                               |             |             |
| Copa del Rey          | 2x          | 1996/97, 1997/98                   |             |             |
| Real Madrid           |             |                                    |             |             |
| Mondiaal              |             |                                    |             |             |
| Intercontinental Cup  | 1x          | 2002                               |             |             |
| Continentaal          |             |                                    |             |             |
| UEFA Champions League | 1x          | 2001/02                            |             |             |
| UEFA Super Cup        | 1x          | 2002                               |             |             |
| Nationaal             |             |                                    |             |             |
| Primera División      | 2x          | 2000/01, 2002/03                   |             |             |
| Supercopa de España   | 2x          | 2001, 2003                         |             |             |
| Internazionale        |             |                                    |             |             |
| Serie A               | 4x          | 2005/06, 2006/07, 2007/08, 2008/09 |             |             |
| Coppa Italia          | 1x          | 2005/06                            |             |             |
| Supercoppa Italiana   | 2x          | 2006, 2008                         |             |             |

| Competitie       | Winnaar  | Winnaar  | Runner-up | Runner-up | Derde    | Derde    |
| Competitie       | Aantal   | Jaren    | Aantal    | Jaren     | Aantal   | Jaren    |
| Portugal         | Portugal | Portugal | Portugal  | Portugal  | Portugal | Portugal |
| ---------------- | -------- | -------- | --------- | --------- | -------- | -------- |
| UEFA EK          |          |          | 1x        | 2004      |          |          |
| UEFA EK onder 21 |          |          | 1x        | 1994      |          |          |
| FIFA WK onder 20 | 1x       | 1991     |           |           |          |          |
| UEFA EK onder 17 | 1x       | 1989     |           |           |          |          |

## Kandidaat voorzitterschap FIFA
Figo stelde zich kandidaat om Sepp Blatter in 2015 op te volgen als voorzitter van de FIFA. Op donderdag 21 mei 2015 trok hij zich echter in navolging van de Nederlandse kandidaat Michael van Praag terug uit de strijd om het voorzitterschap van wereldvoetbalbond FIFA. "Dit proces lijkt in niets op een verkiezing", liet de oud-voetballer van onder meer FC Barcelona en Real Madrid weten via Facebook

## Overig
Figo is getrouwd met Zweeds supermodel Helen Svedin en zij hebben drie dochters, Daniela, Martina en Stella. Figo is in Portugal ambassadeur voor UNICEF.
Op 25 juni 2009 speelde Figo mee in het afscheidsduel van Phillip Cocu dat met 5-1 werd verloren van PSV. Figo scoorde nog wel het openingsdoelpunt door een bal vanuit de korte hoek hard in de kruising te schieten.